# Conoeca annosella
Conoeca annosella är en fjärilsart som beskrevs av Walker 1869. Conoeca annosella ingår i släktet Conoeca och familjen säckspinnare. Inga underarter finns listade i Catalogue of Life.